# هيرمان فوستر
هيرمان فوستر (بالإنجليزية: Herman Foster)‏ هو عازف بيانو أمريكي، ولد في 26 أبريل 1928 في فيلادلفيا في الولايات المتحدة، وتوفي في 3 أبريل 1999 في نيويورك في الولايات المتحدة.

## وصلات خارجية
- هيرمان فوستر على موقع ميوزك برينز (الإنجليزية)
- هيرمان فوستر على موقع أول ميوزيك (الإنجليزية)
- هيرمان فوستر على موقع ديسكوغز (الإنجليزية)